# Johann Peter Melchior
Johann Peter Melchior, född 8 mars 1747 i Lintorf i Tyskland, död 13 juni 1825 i Neuhausen-Nymphenburg i Tyskland, var en tysk keramiker.
Melchior var modellmästare vid Höchster Porzellanmanufaktur 1767–1779 och därefter vid Porzellanmanufaktur Nymphenburg 1797–1822. Han blev främst känd för sina figuriner, vilka var genrekompositioner efter målningar bland annat av François Boucher och Jean-Baptiste Greuze. Senare tog han upp klassiska och allegoriska ämnen. Han målade främst biskviporslin.